# Osiedle Szkolne (Bystrzyca Kłodzka)
Osiedle Szkolne – osiedle położone w zachodniej części Bystrzycy Kłodzkiej.